# Luitwin Bies

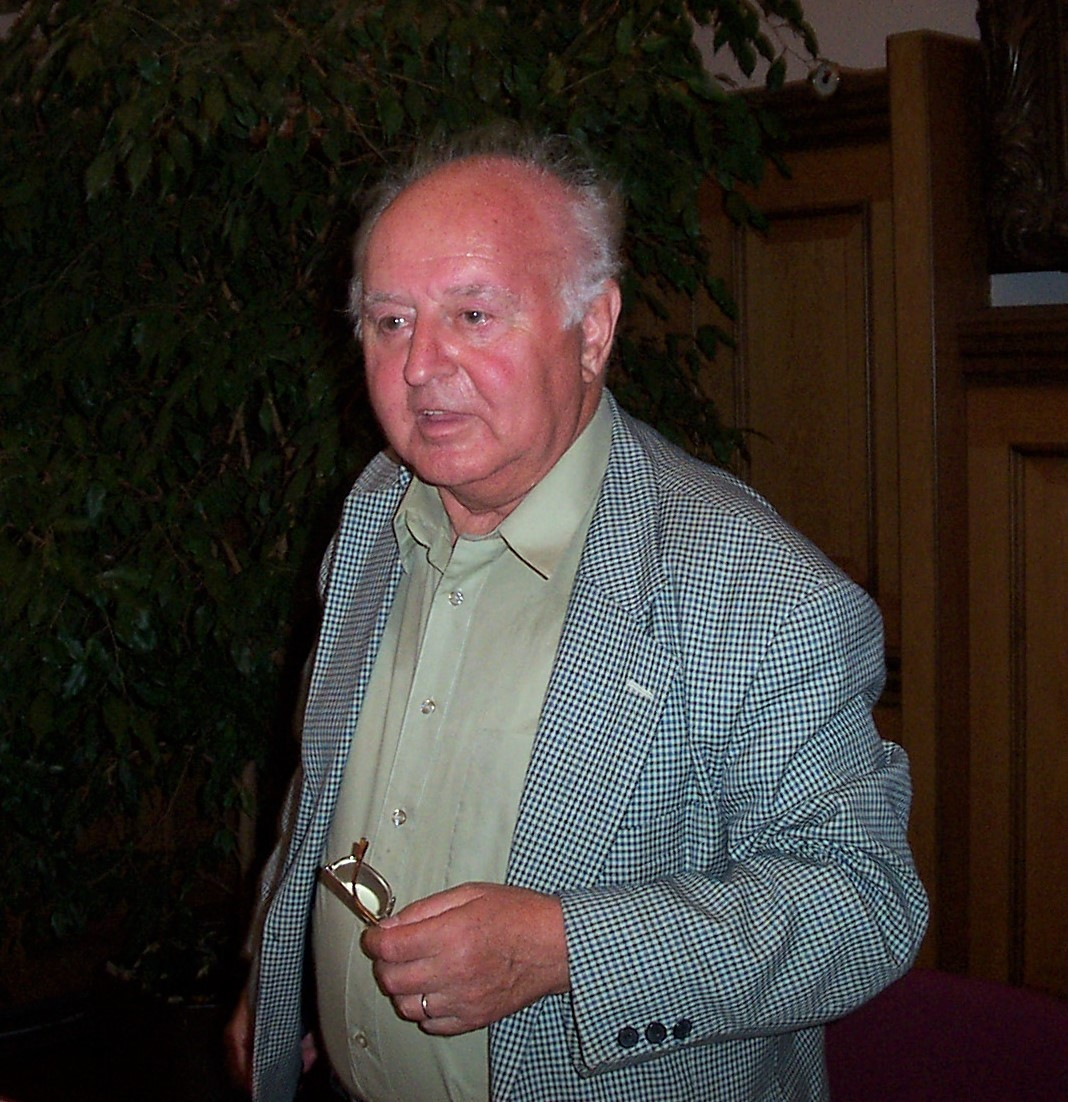
Luitwin Bies (2002)

Luitwin Bies (* 8. Januar 1930 in Merzig; † 4. Mai 2009 in Völklingen) war ein deutscher Historiker, Politiker (DKP) und Journalist.

## Leben
Nach einer Ausbildung zum Elektriker kam er 1955 nach Völklingen. 1950 wurde Bies Mitglied der Kommunistischen Partei Saar (KPS), ein Jahr später Mitglied des Landesvorstandes bis zum Verbot 1957. Zeitweise war er Redakteur der KPD-Parteizeitung Neue Zeit. Nachdem Bies sein Abitur nachgeholt hatte, nahm er ein Fernstudium im Fach Geschichte an der Humboldt-Universität in Berlin auf. 1978 promovierte er bei Kurt Pätzold mit einer Arbeit über die KPD im Saargebiet zwischen 1919 und 1935. Bies war zwischen 1956 und 1974 als Mitglied der DDU und DKP im Völklinger Stadtrat. Er arbeitete von 1983 bis 1990 für die Vereinigung der Verfolgten des Naziregimes – Bund der Antifaschistinnen und Antifaschisten (VVN) in Frankfurt am Main. Außerdem war er Gründungsmitglied und späterer Ehrenvorsitzender der West-Ost-Gesellschaft im Saarland e.V. sowie Mitbegründer der Peter-Imandt-Gesellschaft, die der Partei Die Linke nahe steht. Ab 1990 bis 1995 war er Stadthistoriker im Völklinger Archiv. Mehr als 15 Jahre leitete Bies den an der Volkshochschule in Völklingen angesiedelten Arbeitskreis Stadtgeschichte, der etliche Publikationen über Völklinger Episoden zwischen der Kaiserzeit ab 1870 über die beiden Weltkriege bis hin in die 1970er-Jahre herausgab.
2017 wurde sein Nachlass an das Stadtarchiv in Völklingen übergeben.
Er war ab 1954 verheiratet und hatte drei Kinder. Sein Sohn Patrik ist Mitinhaber der Bliesgau Ölmühle auf dem Hartungshof in Bliesransbach, die heimische Speiseöle produziert.

## Veröffentlichungen
- Klassenkampf an der Saar 1919–1935. Die KPD im Saargebiet im Ringen um die soziale und nationale Befreiung des Volks, Verlag Marxistische Blätter, Frankfurt am Main 1978, ISBN 978-3-88012-540-7
- Luitwin Bies (Redaktion): Von Buchenwald bis Hasselbach – Organisierter Antifaschismus 1945 bis heute, Röderberg-Verlag, Köln 1987, ISBN 978-3-87682-832-9
- Widerstand aus dem katholischen Milieu, Verlag: Verein zur Förderung der Geschichtsarbeit im Saar-Lor-Lux Raum, St. Ingbert 1993, ISBN 978-3-928419-19-2
- mit Günter und Roland Isberne, Winfried Kirsch: Völklinger Nachkriegsjahre von 1945 bis 1956, Teil 1, Harrer Druck, Völklingen 1997, ISBN 978-3-933472-01-4.
- mit Kurt Harrer (Hrsg.), Günter und Roland Isberner, Winfried Kirsch, Horst Kunkel: Völklinger Nachkriegsjahre von 1945 bis 1956, Teil 2, Harrer Druck, Völklingen 1998, ISBN 978-3-933472-02-1
- Derichsweiler – Luisenthal – Dachau – New York – Stationen im Leben des jüdischen Arztes Dr. Rudolf Fromm aus Luisenthal, Völklingen 1999
- Widerstand an der Grenze, Saarländer und Lothringer gegen den Faschismus 1933–1945, Blattlaus Verlag, Saarbrücken 2002
- mit Horst Bernard (Hrsg.): Saarländerinnen gegen die Nazis. Verfolgt – vertrieben – ermordet. Blattlaus-Verlag, Saarbrücken 2004, ISBN 3-930771-31-4.
- mit Günter und Roland Isberner, Horst Kunkel, Alois Reichert: Völklingen im 2. Weltkrieg, Harrer Druck, Völklingen 2004, ISBN 978-3-933472-00-7
- mit Günter und Roland Isberner, Petra Donate-Dorr, Winfried Kirch, Horst Kunkel, Cornelia Weiler: Völklingen zur Kaiserzeit 1870–1914, Harrer Druck, Völklingen 2001, ISBN 978-3-933472-03-8
- mit Kurt Harrer (Hrsg.) mit Günter und Roland Isberner, Horst Kunkel, Petra Dorr-Donate, Cornelia Weiler: Völklingen im 1. Weltkrieg, Harrer Druck 2004, ISBN 978-3-933472-04-5
- mit Horst Bernard: Für den Sturz des Naziregimes. Widerstand und Verfolgung von saarländischen Antifaschisten. Erinnerungen – biographische Skizzen – Dokumente. Blattlaus-Verlag, Saarbrücken 2007, ISBN 978-3-930771-44-8
- mit Kurt Harrer (Hrsg.), Günter und Roland Isberner, Hubert Kesternich, Horst Kinkel, Cornelia Weiler: Völklingen zwischen den Kriegen 1919–1939, Harrer Druck, Völklingen 2008, ISBN 978-3-933472-05-2
- mit Günter und Roland Isberner, Kurt Harrer, Hubert Kesternich, Horst Kunkel, Egon Marx, Cornela Weiler: Völklingen zwischen 1957 und 1974, Harrer Druck 2009, ISBN 978-3-933472-06-9
- Mehr als braune Flecken. Zum Umgang der CDU und ihrer Jungen Union mit historischen Vorgängen, Peter-Imandt-Gesellschaft, Saarbrücken 2009